# Joaquim Maria Bartrina i d'Aixemús

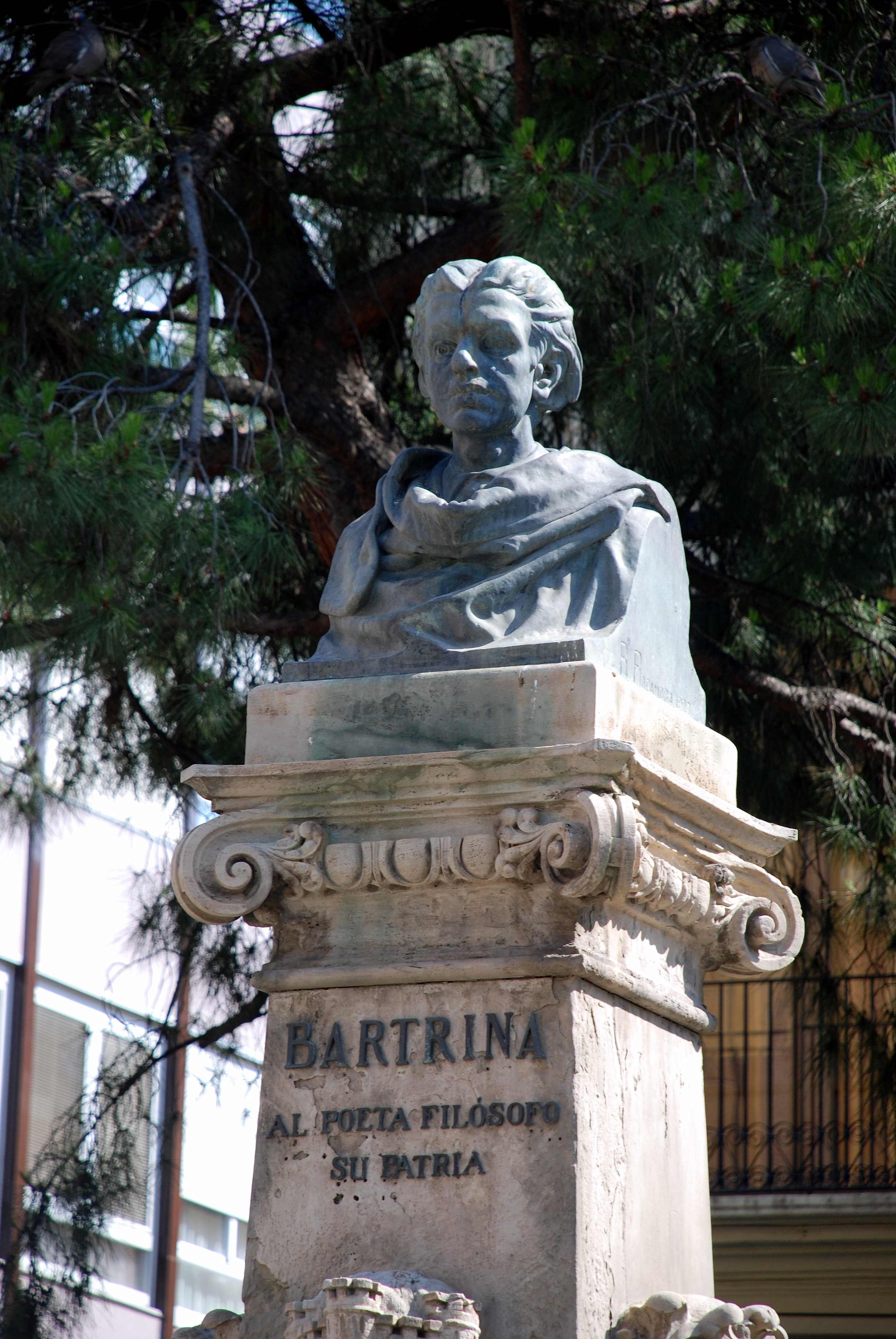
Joaquim Maria Bartrina. Bust de Ramir Rocamora i Bernat

Joaquim Maria Bartrina i d'Aixemús   (Reus, 26 d'abril de 1850 - Barcelona, 4 d'agost de 1880) fou un poeta català, germà de Francesc Bartrina i d'Aixemús.

## Biografia
Va néixer a Reus el 1850, fill de Joaquim Bartrina i Terruella, de València, i de Francesca d'Aixemús i Baldrich, de Reus.
Autodidacte, fortament influït per la sensibilitat romàntica i pels corrents naturalistes i positivistes, va estudiar a Reus, a les Escoles Pies, però, segons l'estudiós de la cultura reusenca Joaquim Santasusagna, deixà els estudis «a causa de tenir poques ganes d'anar a missa» i va destacar per implicar-se en la vida cultural de la ciutat i col·laborar amb el Centre de Lectura, entitat a la que hi cedí llibres. A l'Eco del Centro de Lectura, revista d'aquesta entitat va publicar la primera obra Pàgines d'amor. També dirigia obres de teatre (va escriure dues obres teatrals "satírico-propagandístiques i d'alt contingut polític" segons l'historiador Pere Anguera: Lo Matrimoni civil: apropòsit en un acte, en vers y en català imprès a Reus per Francesc Vidiella el 1869, any en què en aquella ciutat es va aprovar la celebració del matrimoni civil, i El Nuevo Tenorio, escrit conjuntament amb Rossend Arús i publicat a Barcelona per Antoni López cap al 1880; a més, traduí la Dama de las Camelias de Dumas). Altres obres poètiques foren: Algo (una primera edició el 1874 i una segona ampliada el 1877, que tingué nombroses reimpressions), De omni re scibili i Epístola (1876, l'obra més premiada). Va col·laborar en la premsa reusenca de l'època, principalment a La Redención del Pueblo El Crepúsculo i Las Circunstancias, i va fundar i dirigir El Sorbete i El Mosquito (1869), dos periòdics satírics reusencs.
Fou un escriptor d'esponjosa receptivitat intel·lectual i d'oberta curiositat científica. Quan ja estava malalt es va traslladar a Barcelona on col·laborà en la premsa barcelonina de l'època, participà en els Jocs Florals i traduí al castellà, el 1876, l'obra de Charles Darwin El Origen del hombre: la selección natural y la sexual. De Darwin aprengué els mètodes positivistes. La seva poesia, deutora de Heinrich Heine, Giacomo Leopardi i Gustavo Adolfo Bécquer, recull en paraules de Joaquim Molas, la crisi de l'absolut romàntic i, alhora, la pèrdua de confiança en la filosofia experimental.
En efecte: Bartrina, un dels poetes més personals i autèntic del seu temps, oscil·la entre el materialisme racionalista més descarnat, que extreu del naturalisme més agressiu, i el sentiment i el dubte, que esqueixen el seu esperit. En descàrrec de les acusacions de materialista que rebé en publicar-se Algo (1874), llibre de poemes castellans, Bartrina escrivia al pròleg de la segona edició:
| « | Si se ve en alguna de mis composiciones, según afirman, un tinte de escepticismo, débese a que en ellas me he propuesto -sin duda no alcanzandolo- reflejar el estado moral que, a mi modo de ver, produce en nosotros la lucha sin treguas que sostienen dentro de nuestro ser el sentimiento y la razón. | » |

Algo fou comentat molt desfavorablement per Joan Sardà i Lloret a causa del despullat escepticisme de l'autor; el mateix crític, però, en reuní, el 1881 i en un volum, els escrits més rellevants: Obras en prosa y en verso.
A Epístola, un dels seus poemes catalans més característics, resumeix així la seva actitud vital:
| « | Dubto. Vet-ho-aquí tot. Dubto i no em sento ni amb voluntat ni amb força per a creure. Tot lo que miro és fals; mai lo ser íntim sabré comprendre bé del que aquí em volta. De l'infinit jo puc llegir els prodigis, analitzant la llum de les estrelles que allà d'enllà, en lo cel, brillen perdudes, i analitzar la llum d'una mirada, i llegir en lo cor, m'és impossible! | » |

Va publicar també algunes obres de caràcter anticlerical, lligades amb el seu positivisme i escepticisme: El Clero: su origen, sus vicios y sus crímenes historia de los sacerdotes de todas las religiones. (Barcelona, 1870) i ¡Guerra a Dios!: folleto en apoyo del de Suñer y Capdevila. (Barcelona, 1869).

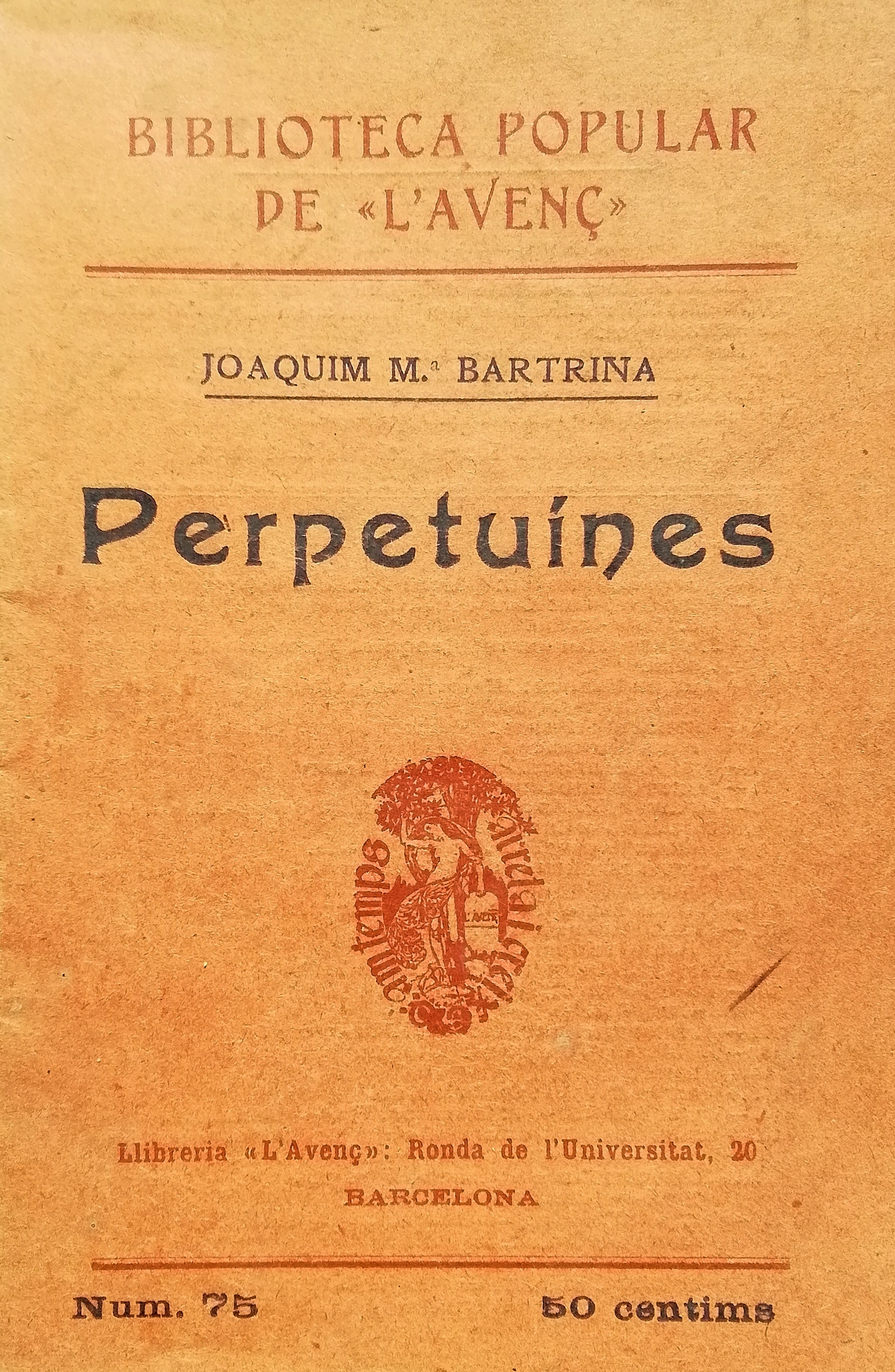
Perpetuínes, aplec de textos, poesies, pensaments, etcètera de Joaquim Maria Bartrina, publicats dins la Biblioteca Popular de L'Avenç l'any 1907

Va morir de tuberculosi pulmonar jove, als 30 anys. A la Corona fúnebre que li va dedicar el Centre de Lectura, Pompeu Gener diu: "Intentó escribir la segunda parte de don Juan Tenorio, la "Vida de María", paralelamente a la Vida de Jesús de Renan, un "Diccionario fonético del lenguaje de las aves"; concibió un teléfono hidráulico (antes de que Edison inventara el de cordel) con objeto de transmitir la música a grandes distancias y a domicilio (...) Pero todas esas obras quedaron en proyecto...). Després de la seva mort es van publicar Obras en prosa y en verso de Don Joaquín Maria Bartrina (1881), que va incloure l'obra anomenada Meteorología popular que Bartrina estava escrivint al morir.
La ciutat de Reus l'ha homenatjat de diverses maneres: El teatre del Centre de Lectura porta el seu nom: Teatre Bartrina, i a la plaça de Catalunya de la ciutat hi ha el Monument a Bartrina, un bust del poeta en bronze fet per l'escultor Ramir Rocamora, inclòs en l'Inventari del Patrimoni Arquitectònic de Catalunya. Per acord de l'Ajuntament va ser declarat fill il·lustre de la ciutat.
Un retrat seu forma part de la Galeria de Catalans Il·lustres de l'Ajuntament de Barcelona.